# Второй президентский срок Нурсултана Назарбаева
Второй президентский срок Нурсултана Назарбаева продолжался с 10 января 1999 года по 3 декабря 2005 года.

## Президентские выборы 1999 года
7 октября 1998 года Нурсултан Назарбаев подписал Закон о поправках в Конституцию, в результате которого был увеличен срок президентских полномочий президента с 5 до 7 лет, минимальный возраст президента был увеличен до 40 лет, отменена необходимость обязательного участия 50% избирателей в президентских выборах, были также отменены ограничения по максимальному возрасту президента, одновременно с отменой аналогичного ограничения для всех государственных служащих Казахстана. Вслед за этим Назарбаев объявил о проведении досрочных президентских выборов на 10 января 1999 года, в результате которых глава государства одержал победу, набрав 79,78% голосов избирателей. Однако ОБСЕ отказалось направлять наблюдателей, ссылаясь на многочисленные нарушения избирательного процесса. Среди прочего, организация указала на то, что формирование избирательных комиссий на всех уровнях находилось под контролем президента и назначенных местных чиновников. Его основной оппонент бывший председатель Верховного Совета Серикболсын Абдильдин, не признал официальные результаты данных выборов, утверждая, что они были сфальсифицированы.

## Создание партии «Отан»
12 февраля 1999 года несколько пропрезидентских партий объединились, образовав новую партию «Отан». На I учредительном съезде 1 марта того же года в партию влились Партия народного единства Казахстана, Демократическая партия Казахстана, Либеральное движение Казахстана и движение «За Казахстан-2030». На съезде присутствовало около 400 делегатов от всех регионов и областей страны, делегаты единогласно избрали президента Казахстана Нурсултана Назарбаева первым председателем партии «Отан». Однако Назарбаев предложил, чтобы бывший премьер-министр страны Сергей Терещенко исполнял обязанности партии, ссылаясь на конституционные ограничения, которые запрещают президенту быть полноправным членом политической партии. Однако тем не менее, Назарбаев оставался лидером партии «Отан».

## Парламентские выборы
Парламентские выборы 1999 года

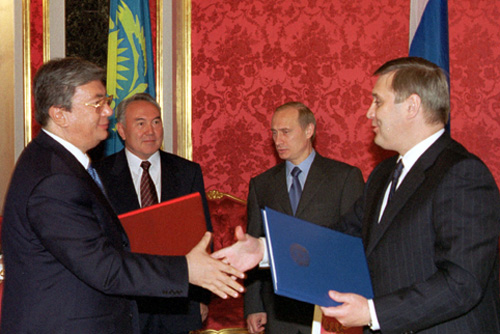
Нурсултан Назарбаев (сзади слева) с президентом России Владимиром Путиным (сзади справа), и премьер-министр России Михаил Касьянов (справа) с Касымом-Жомартом Токаевым (слева) в Москве, 19 июня 2000 года

В июле 1999 года Назарбаев подписал указ о проведении парламентских выборов. Новая партия «Отан» впервые принимала участие на парламентских выборах, получив 27 мест в Мажилисе. 1 октября 1999 года Назарбаев назначил Касыма-Жомарта Токаева на должность премьера-министра после отставки Нурлана Балгимбаева.
Парламентские выборы 2004 года

## Политические реформы
В мае 2001 года Назарбаев назначил Алтынбека Сарсенбаева который занимал пост министра культуры, информации и общественного согласия, секретарём Совета безопасности Республики Казахстан, заменив Марата Тажина, который стал председателем Комитета национальной безопасности страны. В январе 2002 года премьер-министр Казахстана Касым-Жомарт Токаев подал в отставку и был назначен министром иностранных дел. Новым премьером-министром страны стал Имангали Тасмагамбетов. 
Однако правительство Тасмагамбетова столкнулось с противодействием парламента по вопросу приватизации земель, что привело к его отставке в июне 2003 года. Назарбаев назначил Даниала Ахметова новым премьером-министром страны.

## Каспийский саммит (с 2002)
23—24 апреля 2002 года в столице Туркменистана Ашхабаде состоялся первый Саммит прикаспийских государств.
Саммит глав прикаспийских государств с участием президентов Гейдара Алиева (Азербайджан), Сапармурата Ниязова (Туркменистан), Мохаммада Хатами (Иран), Нурсултана Назарбаева (Казахстан) и Владимира Путина (Россия) стал первой такой встречей. На данном саммите Россия, Азербайджан и Казахстан выступили в защиту совместного использования морских месторождений вдоль средней линии и совместного использования морской поверхности в Каспийском море.

## Скандал «Казахгейт» (2003—2014)
В апреле 2003 года американские прокуроры обвинили американского бизнесмена Гиффена в даче взятки Назарбаеву и Нурлану Балгимбаеву, бывшему премьер-министру страны, в целях обеспечения контрактов на нефть Тенгизского месторождения для западных компаний в 1990-х годах.
Скандал с Гриффеном вызвал дипломатическое напряжение между США и Казахстаном ввиду того, что Казахстан занимал ключевые позиции в региональной военной кампании США, начатой против международного терроризма. В те годы казахстанская сторона предоставляла американским ВВС право пролёта и аварийной посадки на своей территории. В связи с этим представители казахстанской стороны в американском суде заявили, что для сохранения стратегического партнёрства между странами американцам придётся воздержаться от каких-либо обвинений в адрес президента Назарбаева. Также было указано, что судебные разбирательства в отношении Гриффена будут рассматриваться казахстанскими официальными лицами как внутреннее дело Америки, касающееся гражданина США. Тем не менее, в марте 2004 года американская прокуратура объявила имена двух причастных к коррупционному сговору высокопоставленных лиц Казахстана. Ими оказались президент Назарбаев и экс-министр Нурлан Балгимбаев. Назарбаев отрицал свою причастность к этому делу и в мае 2004 года заявил, что не считает возможным давать комментарии по этому поводу.